# Quanta cura
Quanta cura è la XXVII enciclica di papa Pio IX, che la pubblicò nel 1864, allegandovi il Sillabo degli errori moderni.
Con esse venivano condannate tutte le ideologie "moderne", dal liberalismo al socialismo. Veniva inoltre esposta la critica alla rivoluzione francese e il risorgimento italiano, facendo cenno alla libertà di pensiero illuminista come "libertà di perdere se stessi".
L'enciclica affermava anche la contrarietà a uno stato aconfessionale che avesse rotto il legame tra altare e trono.